# Keezhallur
Keezhallur es una ciudad censal situada en el distrito de Kannur en el estado de Kerala (India). Su población es de 20440 habitantes (2011). Se encuentra a 18 km de Kannur y a 84 km de Kozhikode.

## Demografía
Según el censo de 2011 la población de Keezhallur era de 20440 habitantes, de los cuales 9756 eran hombres y 10684 eran mujeres. Keezhallur tiene una tasa media de alfabetización del 95,51%, superior a la media estatal del 94%: la alfabetización masculina es del 97,75%, y la alfabetización femenina del 93,50%.